# Gutenberger Dorfstraße 14, 15, 16, 18, 24 (Gutenberg)

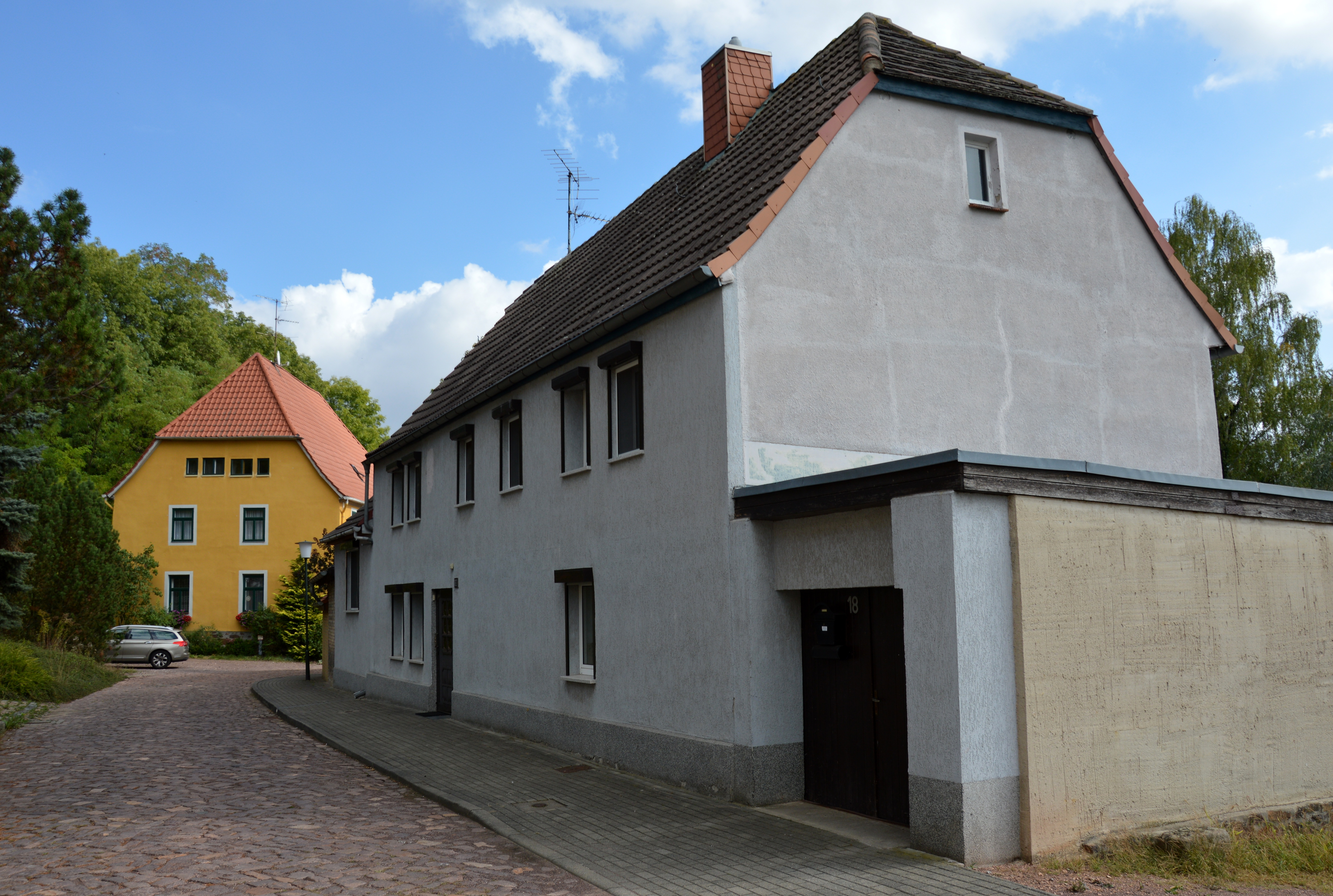
Blick von Westen

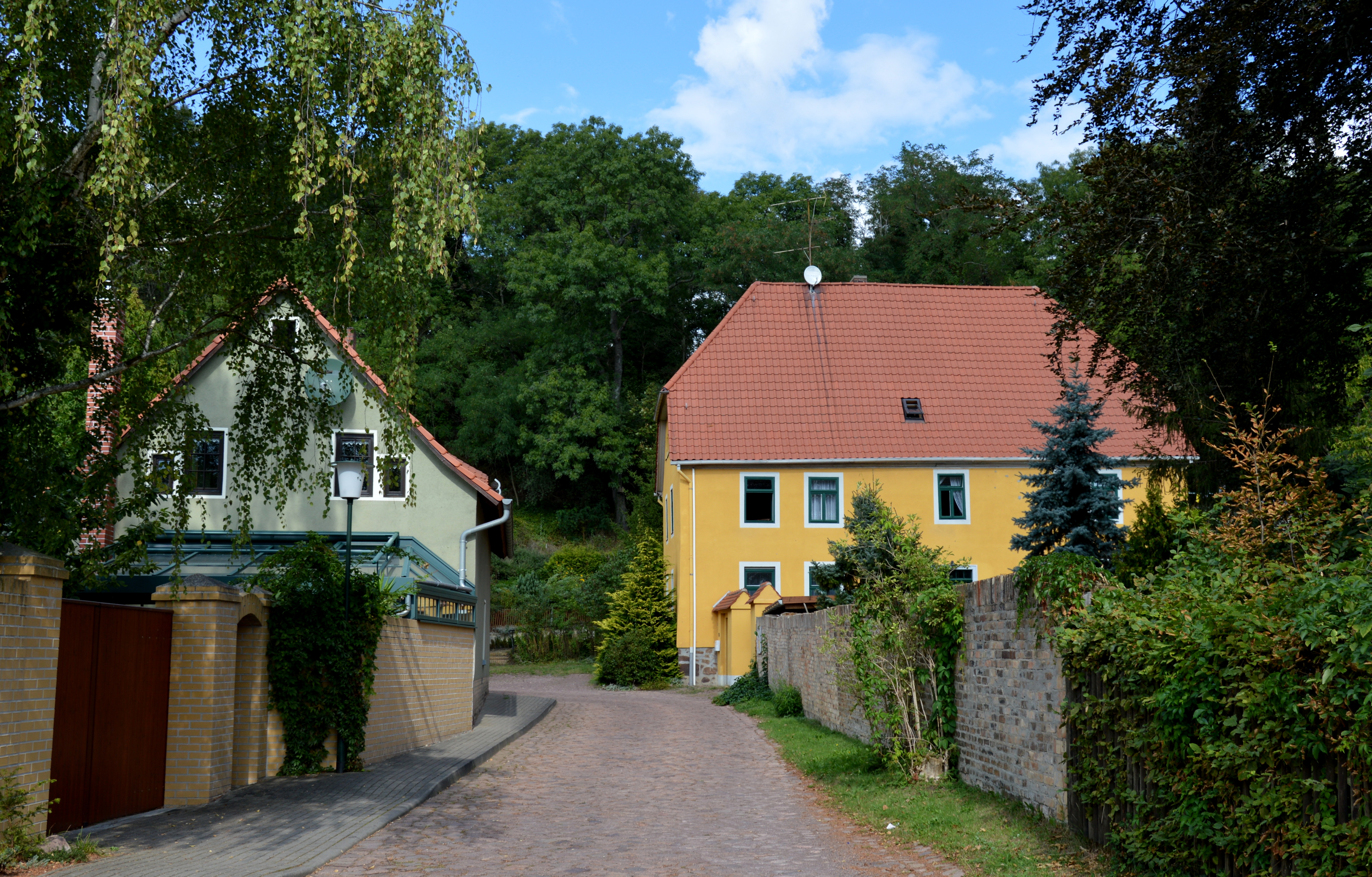
Blick von Süden

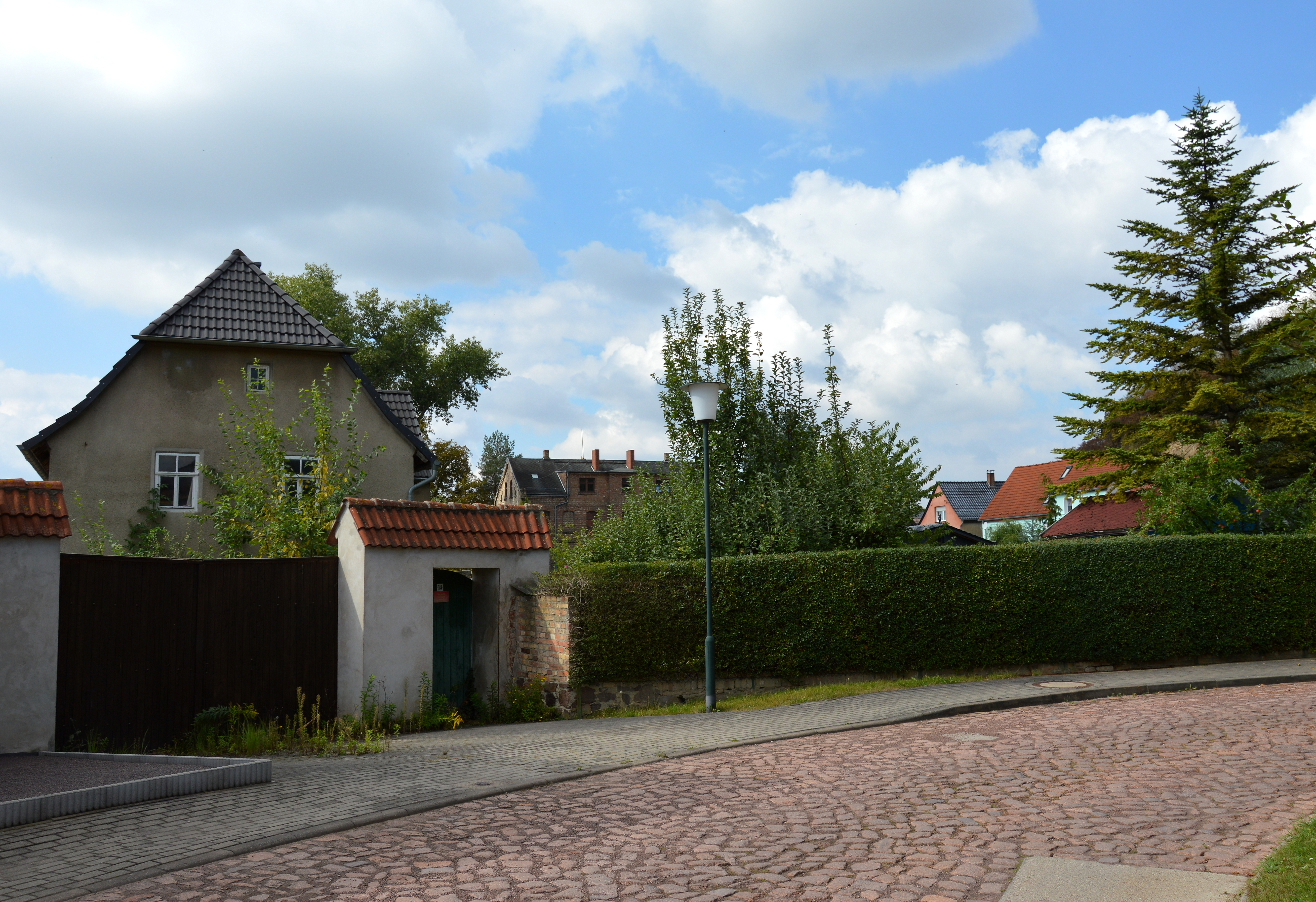
Dorfstraße 14

Gutenberger Dorfstraße 14, 15, 16, 18, 24 ist ein denkmalgeschützter Straßenzug im zur Gemeinde Petersberg in Sachsen-Anhalt gehörenden Ortsteil Gutenberg.
Der Straßenzug befindet sich im Ortszentrum Gutenbergs auf der Südseite des Kirchbergs. Er gilt als für den Ort typischer Straßenzug und umfasst neben Wohnhäusern das Pfarrhaus und die ehemalige Schule des Dorfs. Der Straßenbelag ist als Natursteinpflaster ausgeführt.
Im örtlichen Denkmalverzeichnis ist der Straßenzug unter der Nummer 094 55471 als Denkmalbereich eingetragen.